# Grande Prêmio da Grã-Bretanha de 1969
Resultados do Grande Prêmio da Grã-Bretanha de Fórmula 1 realizado em Silverstone em 20 de julho de 1969. Sexta etapa da temporada, foi vencida pelo britânico Jackie Stewart, da Matra-Ford.

## Classificação da prova
| Pos. | Nº | Piloto               | Construtor   | Voltas | Tempo/Diferença | Grid | Pontos |
| ---- | -- | -------------------- | ------------ | ------ | --------------- | ---- | ------ |
| 1    | 3  | Jackie Stewart       | Matra-Ford   | 84     | 1:55:55.6       | 2    | 9      |
| 2    | 7  | Jacky Ickx           | Brabham-Ford | 83     | + 1 volta       | 4    | 6      |
| 3    | 6  | Bruce McLaren        | McLaren-Ford | 83     | + 1 volta       | 7    | 4      |
| 4    | 2  | Jochen Rindt         | Lotus-Ford   | 83     | + 1 volta       | 1    | 3      |
| 5    | 16 | Piers Courage        | Brabham-Ford | 83     | + 1 volta       | 10   | 2      |
| 6    | 19 | Vic Elford           | McLaren-Ford | 82     | + 2 voltas      | 11   | 1      |
| 7    | 1  | Graham Hill          | Lotus-Ford   | 82     | + 2 voltas      | 12   |        |
| 8    | 10 | Jo Siffert           | Lotus-Ford   | 81     | + 3 voltas      | 9    |        |
| 9    | 4  | Jean-Pierre Beltoise | Matra-Ford   | 78     | + 6 voltas      | 17   |        |
| 10   | 9  | John Miles           | Lotus-Ford   | 75     | + 9 voltas      | 14   |        |
| Ret  | 12 | Pedro Rodríguez      | Ferrari      | 61     | Motor           | 8    |        |
| Ret  | 11 | Chris Amon           | Ferrari      | 45     | Câmbio          | 5    |        |
| Ret  | 5  | Denny Hulme          | McLaren-Ford | 27     | Ignição         | 3    |        |
| Ret  | 15 | Jackie Oliver        | BRM          | 19     | Transmissão     | 13   |        |
| Ret  | 18 | Jo Bonnier           | Lotus-Ford   | 6      | Motor           | 16   |        |
| Ret  | 20 | Derek Bell           | McLaren-Ford | 5      | Suspensão       | 15   |        |
| Ret  | 14 | John Surtees         | BRM          | 1      | Suspensão       | 6    |        |

## Tabela do campeonato após a corrida
|   | Pos. | Piloto         | Pontos |
| - | ---- | -------------- | ------ |
|   | 1    | Jackie Stewart | 45     |
| 2 | 2    | Bruce McLaren  | 17     |
| 1 | 3    | Graham Hill    | 16     |
| 1 | 4    | Jo Siffert     | 13     |
| 2 | 5    | Jacky Ickx     | 13     |

|  | Pos. | Construtor   | Pontos  |
|  | ---- | ------------ | ------- |
|  | 1    | Matra-Ford   | 45      |
|  | 2    | Lotus-Ford   | 25      |
|  | 3    | McLaren-Ford | 20 (22) |
|  | 4    | Brabham-Ford | 19      |
|  | 5    | Ferrari      | 4       |

- Nota: Somente as primeiras cinco posições estão listadas. Em 1969 os pilotos computariam cinco resultados nas seis primeiras corridas do ano e quatro nas cinco últimas. Neste ponto esclarecemos: na tabela dos construtores figurava somente o melhor colocado dentre os carros de um time.

## Leia também
- Lang, Mike (1982). Grand Prix! Vol 2. [S.l.]: Haynes Publishing Group. pp. 98–99. ISBN 0-85429-321-3